# Argument d'autorité
Pour les articles homonymes, voir Argument et Autorité (homonymie).
L’argument d'autorité consiste à invoquer une autorité lors d'une argumentation, en accordant de la valeur à un propos en fonction de son origine plutôt que de son contenu. Ce moyen rhétorique diffère de l'emploi de la raison ou de la violence.
La construction de cet argument est déterminée socialement par la position du locuteur et les catégories de perception associées à la position du récepteur. Le locuteur peut ainsi exercer un effet d'imposition, argument d'autorité utilisé de manière hyperbolique, propre à décourager toute critique.

## Dénomination
L'argument d'autorité est parfois également désigné par trois formules latines :
- argumentum ad verecundiam : « argument de respect » ;
- argumentum ad potentiam : « argument de pouvoir » ;
- Ipse dixit : « Lui-même l'a dit », « lui » désignant l'autorité citée.

C'est le stratagème XXX (30e) de la classification de Schopenhauer dans La Dialectique éristique.

## Perspective historique
(mai 2019).

### Moyen Âge
Depuis le XIIe siècle jusqu'au début de la Renaissance, l'Europe redécouvre les travaux produits au cours de l'Antiquité par les Grecs et les Latins, en grande partie via les traductions arabes, et les connaissances apportées par les grands noms de l'Antiquité représentent alors l'autorité. Un lien entre un raisonnement ou une affirmation et le discours d'un personnage antique a alors valeur de preuve de sa validité. 
De premiers réexamens d'Aristote sont effectués par Roger Bacon (1214-1294), ainsi que par Albert le Grand (mort en 1280). 
Thomas d'Aquin (1225 ou 1226-1274) maintient cependant sa confiance dans les résultats du philosophe naturaliste.
Dans le domaine de la rhétorique, Thomas d'Aquin écrit dans la Somme théologique : « Car si l'autorité qui repose sur la raison humaine est un faible moyen de démonstration, il n'en est pas au contraire de plus solide que l'autorité qui repose sur la révélation divine ». Il précise la distribution des tâches entre science et foi dans un autre passage : « En matière de foi et de mœurs, il faut croire saint Augustin plus que les philosophes, s'ils sont en désaccord ; mais si nous parlons médecine, je m'en remets à Galien et à Hippocrate, et s'il s'agit de la nature des choses, c'est à Aristote que je m'adresse ou à quelque autre expert en la matière. » On peut y déceler ou non un argument d'autorité selon que ces avis sont acceptés comme définitifs ou simplement en première instance, ce que Thomas ne précise pas. 
On ne le verra toutefois pas les remettre lui-même en question, bien que ce soit le cas pour les questions théologiques où il se plaît à opposer des arguments d'apparence contraire, toute la Somme étant ainsi construite. 
Il critique d'ailleurs le recours exclusif à l'argument d'autorité : « Si nous résolvons les problèmes de la foi par seule voie d'autorité, nous posséderons certes la vérité mais dans une tête vide ! »

### Époque moderne
La Renaissance voit le changement des moyens de communication, notamment l'usage de l'imprimerie, puis l'abandon du latin au profit des langues vernaculaires. 
À la Renaissance, Montaigne, opposera « tête bien pleine » et « tête bien faite ».
Galilée (1564-1642) démontrera une erreur manifeste d'Aristote, celle selon laquelle les objets plus lourds tombent plus vite, et s'attirera de ce fait quelques solides inimitiés dans l'Université, qui s'en réclame.
Les connaissances accumulées ensuite par les sociétés européennes au cours des temps modernes sont perçues comme tendant à égaler celles de l'Antiquité, puis à les dépasser, ce qui conduit à de nombreux débats où les autorités antiques sont remises en cause. Cette évolution tend à réduire la valeur d'un appel à une autorité reconnue[pas clair].
Par exemple, les ouvrages de médecine de Galien enseignent que l'utérus des femmes est bifide, Galien ayant pratiqué des études anatomiques sur la hase, la femelle du lièvre, dont l'utérus est bifide, et ayant transposé ses résultats à la femme. Les autopsies pratiquées parfois illégalement, notamment par André Vésale et Ambroise Paré, montrent les erreurs de Galien et conduisent à une remise en cause lente et difficile des méthodes d'enseignement des médecins et chirurgiens, ainsi que des pratiques médicales. 
D'autres découvertes participent par leur retentissement à la remise en cause du savoir découlant d'une autorité antique reconnue, par exemple par les travaux en astronomie de Copernic, Galilée et Kepler qui invalident les cosmologies d'Aristote et Ptolémée.

## Méthode scientifique
Dans la démarche scientifique, l'appel à une autorité reconnue perd de son usage, au profit d'un modèle s'inspirant de la doctrine socratique et platonicienne, et reposant sur une remise en cause de ce qui est considéré usuellement comme connu, l'observation du milieu matériel qui conduit à l'élaboration d'hypothèses de départ servant de base à un raisonnement logique et à la création d'un modèle théorique homogène permettant des prédictions réfutables par l'expérimentation, l'amélioration d'une construction théorique par le débat et son acceptation par l'obtention du consensus de la communauté scientifique. 
La progression de ce rationalisme matérialiste s'accompagne d'un changement des mentalités. Ce processus conserve l'usage de sources d'information (articles publiés par des experts reconnus, ouvrages majeurs dans le domaine, etc), mais ne les considère pas comme une vérité du simple fait de leur autorité.
Le Siècle des Lumières et l'époque contemporaine s'accompagnent de réalisations scientifiques et techniques qui reposent sur l'avènement de cette méthode de raisonnement par rapport au recours à l'argument d'autorité. 

## Époque contemporaine
L'argument d'autorité tend à être perçu comme la preuve d'un manque d'arguments rationnels. Les progrès scientifiques aux XIXe et XXe siècles conduisent néanmoins les différentes branches littéraires à tenter de s'inspirer des méthodes scientifiques, de ses modèles de raisonnement et de son vocabulaire, par exemple en entamant une mue conduisant à la notion de Sciences Humaines.
L'inférence bayésienne qui se généralise dans le dernier quart du XXe siècle posera comme nécessaire de toujours partir de considérations a priori, même vagues, afin de les affiner, voire de les contredire de façon rationnelle par des observations successives et cumulées[pas clair].
L'argument d'autorité reste couramment utilisé comme outil rhétorique, par exemple par le recours à l'avis d'experts dans les médias. Il évite de reprendre des argumentations parfois trop complexes et développées par ailleurs. Il constitue ainsi un raccourci qui, sans être fallacieux, ne peut pas se substituer à l'argumentation elle-même.
La simple illustration d'un argument par la citation d'un travail antérieur d'autrui ne doit pas être confondue avec un argument d'autorité.

### Utilisation littéraire
L'argument d'autorité garde une importance dans les domaines littéraires qui accordent une valeur prépondérante à l'auteur et sa réputation. Son usage conserve dans certains domaines littéraires une valeur fondamentale non péjorative, par exemple sous la forme de références indiquées en fin de publication.

### Valeur argumentative
L'argument d'autorité est recevable lorsqu'il est convenu que la personne évoquée fait autorité dans le domaine abordé. Sa valeur probante peut être faible : elle suppose que le propos étayé par l'argument d'autorité ait été énoncé dans le même contexte et que l'autorité n'ait pas pu faire d'erreur. L'identification d'un argument comme étant un argument d'autorité peut ainsi conduire à discréditer et invalider une argumentation.
Lorsque la personne évoquée ne fait pas autorité, que le propos est sorti de son contexte, déformé, ou lorsqu'il a été reconnu que l'autorité évoquée avait fait erreur, l'argument n'est plus recevable et est susceptible de constituer un sophisme.
« L'argument d’autorité prend appui sur une prémisse, la compétence présumée d’un auteur cité, pour conclure à la véracité / crédibilité de l’énoncé attribué à cet auteur. La transition entre prémisse et conclusion mobilise ce que Ducrot (1984) et les linguistes de l’énonciation appellent un topos de la personne, à savoir un schème discursif (fondé sur un lieu commun) qui justifie la vraisemblance d’un enchaînement argumentatif et relie l’autorité d’une personne (citée ou référée) à son énonciation. Outre ce transfert d’autorité, de la personne à la parole citée, s’observe une autre modalité de transfert d’autorité allant de l’énoncé-source à un énoncé-reprise. Il y a ainsi une appropriation par un locuteur citant de l’autorité imputée à la parole d’une personne citée : la crédibilité se propage en fin de compte par un effet de « contagion », de l’énoncé à l’énonciation, du « dire » à l’acte de « dire » ».

## Exemples
- « Selon l’État français lui-même, Paris est la capitale de la France » : la figure d'autorité est l’État français.
- « La communauté scientifique confirme l'origine anthropique du changement climatique » : la figure d'autorité est la communauté scientifique.
- « L'armement nucléaire est une nuisance, le prix Nobel Georges Charpak l'a affirmé haut et fort » : le prix Nobel de Georges Charpak confirme son autorité en physique, mais pas en politique ou en affaires militaires.
- « Il n'est pas concevable que l'Univers soit en expansion, c'est Albert Einstein qui l'a affirmé. » : Albert Einstein fait figure d'autorité en cosmologie, mais il a révisé sa position au sujet de l'expansion de l'univers.
- « D'après une étude de l'AESA publiée en 2014, 97 % de nos aliments contiennent des pesticides » : l'étude de l'AESA peut faire autorité, mais l'affirmation a été tronquée et décontextualisée.
- En 1891, l'abbé Boixière[8] illustre l'usage de l'argument d'autorité dans un sophisme : « La distinction entre le principe vital des plantes et les forces physiques et chimiques de la matière est admise par les plus célèbres physiologistes et par les plus savants naturalistes de nos jours. Leurs noms seuls sont des autorités contre lesquelles il est toujours dangereux de vouloir se mesurer. Citons seulement Stahl, Bichat, Cuvier, Berzelius, Jussieu, Bérard, Bordeu, Milne Edwards, Barthez, Strauss-Durcheim, Cerise, de Quatrefages, Müller, Liebig, Burdach, Giebel, Hettinger, Trécul, Martini, Thomasi, Santi, etc. Le témoignage de pareils hommes, dont personne ne peut récuser la compétence, suffirait à lui seul pour démontrer notre thèse aux yeux de quiconque attribue quelque force à l'argument d'autorité. », Histoire et examen de l'empirisme philosophique, par l'abbé Ad. Boixière, R. Prud'homme (Saint-Brieuc), 1891, p. 358 lire en ligne sur Gallica.